# 버지니아 울프

애덜린 버지니아 울프(혼전성 스티븐 (Stephen), 영어: Adeline Virginia Woolf, 1882년 1월 25일 ~ 1941년 3월 28일)는 잉글랜드의 소설가, 수필가이다. 울프는 의식의 흐름 장르를 탄생시키고 완성한 작가 중 한 사람이다. 그녀는 획일성에 반기를 들고, 유미주의적 즐거움을 강조하였으며 개인적인 자유를 추구하였다. 울프의 작품은 유미주의, 여성주의, 독립성 등으로 규정할 수 있다. 특히 모더니즘의 경향을 강하게 반영하였다.

## 생애
울프의 결혼 전 이름은 애덜린 버지니아 스티븐이며, 1882년 1월 25일 런던에서 태어났다. 아버지 레슬리 스티븐은 《18세기에 있어서의 문학과 사회》의 작가였으며, 어머니는 줄리아 덕워스이다. 버지니아는 아버지의 방대한 서재를 이용할 수 있었다. 1895년, 어머니가 사망하자 울프는 최초의 정신이상 증세가 나타났다. 1897년, 킹스 칼리지 런던에서 역사학과 그리스어를 공부하기 시작했다. 1904년 아버지가 사망하고 울프는 두 번째 정신이상증세를 보여 투신자살시도를 했으나 미수에 그쳤다.
1912년 레너드 울프와 결혼하고 1915년 《출항》을 출판한 뒤 1919년에는 《밤과 낮》을 간행했다. 1925년에는 《댈러웨이 부인》이 큰 인기를 받았고 1927년에는 《등대로》, 1928년에는 《올랜도》가 호평을 받았다.
1941년 3월 28일 우즈강으로 산책을 나갔다가 행방불명되었는데, 강가에 울프의 지팡이와 발자국이 있었다. 이틀 뒤에 시체가 발견되었으며, 서재에는 남편과 언니에게 남기는 유서가 있었다. 자살의 원인으로는 허탈감과 환청, 어린 시절 이부 오빠들로부터 받은 성적 학대, 정신이상 발작에 대한 공포심 등으로 추정된다.

## 블룸즈버리
1907~30년에 대영박물관에서 가까운 런던 블룸즈버리 구(區)에 있는 클라이브 부부(부인 이름은 버네서)의 집과 버네서의 남자형제 애이드리언, 버지니아 울프로 알려진 자매 버지니아 스티븐의 집에서 자주 모인 그룹을 뜻한다. 이들은 불가지론(不可知論)의 입장에서 미학적·철학적 문제들을 토론했으며, G. E. 무어의 <윤리학 원리 Principia Ethica>(1903), A. N. 화이트헤드와 버트런드 러셀의 <수학원리 Principia Mathematica>(1910~13) 등에서 강한 영향을 받았다. 또한 이 책들의 관점에서 진·선·미의 정확한 개념을 찾고자 했으며, 모든 종류의 거짓에 대해 '대상을 가리지 않는 불손한 태도'로 기존 관념에 문제를 제기했다.
거의 모든 구성원들은 레슬리 스티븐의 아들 토비와 함께 케임브리지대학교의 트리니티칼리지와 킹스 칼리지를 나왔으며 토비가 누이 버네서와 버지니아를 여기에 소개했다. 또 이들 대부분은 1820년대말 J. F. D. 모리스와 존 스털링이 진지한 문제들을 토론하기 위해 케임브리지대학 내에 구성한 소수정예의 반지하 서클 구성원이었으며, 이 서클은 '사도회'(Apostle)라고 불렸다. 즉 존 스털링, 테니슨, 아서 핼럼, 에드워드 피츠제럴드, 레슬리 스티븐 등이 모두 '사도'였다. 1900년대초에는 뒤에 블룸즈버리 그룹의 핵심을 이루게 될 사람들이 '소사이어티'의 회원으로 활동했는데 바로 문학비평가 로스 디킨슨, 철학자 헨리 시즈윅, J. M. E. 맥태거트, A. N. 화이트헤드, G. E. 무어, 그리고 그 자신도 블룸즈버리 그룹의 일원이었던 미술평론가 로저 프라이 등이었다.
블룸즈버리 그룹에는 소설가 E. M. 포스터, 전기작가 리턴 스트레이치, 미술평론가 클라이브 벨, 화가 버네서 벨과 던컨 그랜트, 경제학자 존 메이너드 케인스, 페이비언 회원인 작가 레오나드 울프, 소설가이며 비평가인 버지니아 울프 등이 참여했다. 그밖의 구성원으로는 데스먼드 매카시, 아서 웨일리, 색슨 시드니 터너, 로버트 트레블리언, 프랜시스 비렐, J. T. 셰퍼드(나중에 킹스 칼리지의 학장이 됨), 옥스퍼드대학 출신인 비평가 레이먼드 모티머와 조각가 스티븐 톰린이 있었다. 경제학자 제럴드 쇼브, 버트런드 러셀, 올더스 헉슬리, T. S. 엘리엇도 이따금 이 그룹과 어울렸다. 이 그룹은 제1차 세계대전 때에도 해체되지 않았으나, 1930년대초에 이르러서는 본래의 형태를 상실하고 런던·옥스퍼드·케임브리지 대학교 등의 전반적인 지적 활동과 결합하게 되었다. 구성원들이 특정한 사상과 가치관을 공유하기는 했지만, 일정한 학파를 형성하지는 않았다. 이 그룹의 의의는 놀랄 만큼 많은 수의 재능 있는 사람들이 여기에 참여했다는 것이다.

## 작품
- 《댈러웨이 부인》(1925년)
- 《등대로》 (1927년)
- 《올란도》 (1928년)
- 《자기만의 방》 (1929년)
- 《파도》 (1931년)
- 《세월》 (1937년)
- 《3기니》 (1938년)
- 《막과 막 사이》(1941년)

## 같이 보기
- 모더니즘